# Helsingborgsspexet
Helsingborgsspexet är ett fristående studentspex från Campus Helsingborg, Lunds universitet. Föreningen grundades 2001, genom ett samarbete med Var GladSpexarna från Lund. De första två åren framfördes spexen i ett antal olika lokaler, bland annat i Campus Helsingborgs lokaler och Nicolaiskolans aula. De senaste åren har föreningens spex dock framförts i Dunkers kulturhus teatersal. Varje föreställning hålls i april eller maj.

## Uppsättningar
- 2001 – Odysseus återkomst (Campus Helsingborg)
- 2002 – Tycho Brahe (Piren)
- 2003 – Gustav den III (Nicolaiskolans aula)
- 2004 – John Ericsson – eller Ett Rakel spektakel (Dunkers Kulturhus)
- 2005 – Marie Antoinette – eller Nu är måttet rågat (Dunkers Kulturhus)
- 2006 – Den maffi(g)a fejden – eller En N.Y. story (Dunkers Kulturhus)
- 2007 – Henry Ford – eller Lucky Lukes Första Bi(l)roll (Dunkers Kulturhus)
- 2008 – Röde Orm – eller Fara(o) Färde (Dunkers Kulturhus)
- 2009 – Napoleon Bonaparte – Med andra mått mätt (Dunkers Kulturhus)
- 2010 – Olympen Får Spel – Ett gudomligt powerplay (Dunkers Kulturhus)
- 2011 – Christoffer Columbus hittar sjövägen till Indien - eller? (Dunkers Kulturhus)
- 2012 - En Bernadotte till kung - eller Förväxling förnöjer? (Dunkers Kulturhus)
- 2013 - Marie Curie och radioaktivitetens hemlighet - eller Är det där min hand? (Dunkers Kulturhus)
- 2014 - Achtung, Achtung eller Det går lika bra med selleri (Dunkers Kulturhus)
- 2015 - Den heliga kampen eller ingen Ragnarök utan eld (Dunkers Kulturhus)
- 2016 - En monark på flykt eller Sveriges första Vasalopp (Dunkers Kulturhus)
- 2017 - Titanics undergång eller Havet är djupt (Dunkers Kulturhus)
- 2018 - Mona-Lisas leende eller Konsten att sabotera en konstnär (Dunkers Kulturhus)

## Samarbeten
För närvarande samarbetar Helsingborgsspexet med flera olika organisationer, bland annat Helsingborgs Kommun, Dunkers Kulturhus, Helsingborgen, ABF och Samhällsvetarkårens Helsingborgssektion Agora.